# Jardín zoológico nacional de Sri Lanka
El Jardín zoológico nacional de Sri Lanka (en tamil: தெகிவளை விலங்கியல் பூங்கா; también conocido como Zoológico de Colombo, o Zoológico de Dehiwala) es un jardín zoológico en Dehiwala, Sri Lanka, fundado en 1936. Sus extensas áreas son anfitriones de una gran variedad de animales y aves. El zoológico exhibe animales, pero también hace hincapié en la conservación y bienestar animal, y en la educación.
El zoológico cuenta con 3.000 animales y 350 especies según datos de 2005. El parque intercambia sus residentes con otros parques zoológicos por cuestiones relacionadas con la reproducción.